# Classe Koni
Pour les articles homonymes, voir Koni.
Le projet 1159 ou  classe Koni (Code OTAN) est une classe de frégates polyvalentes d'origine soviétique n'embarquant pas de missiles mer-mer, ce qui constitue un handicap majeur.

## Description
Ce type de navire a été construit à 14 exemplaires entre 1975 et 1988 par le chantier naval de Zelenodolsk (Tatarstan), sur la Volga. Il est armé, entre autres, de roquettes anti-sous-marins RBU-6000.

## Opérateurs

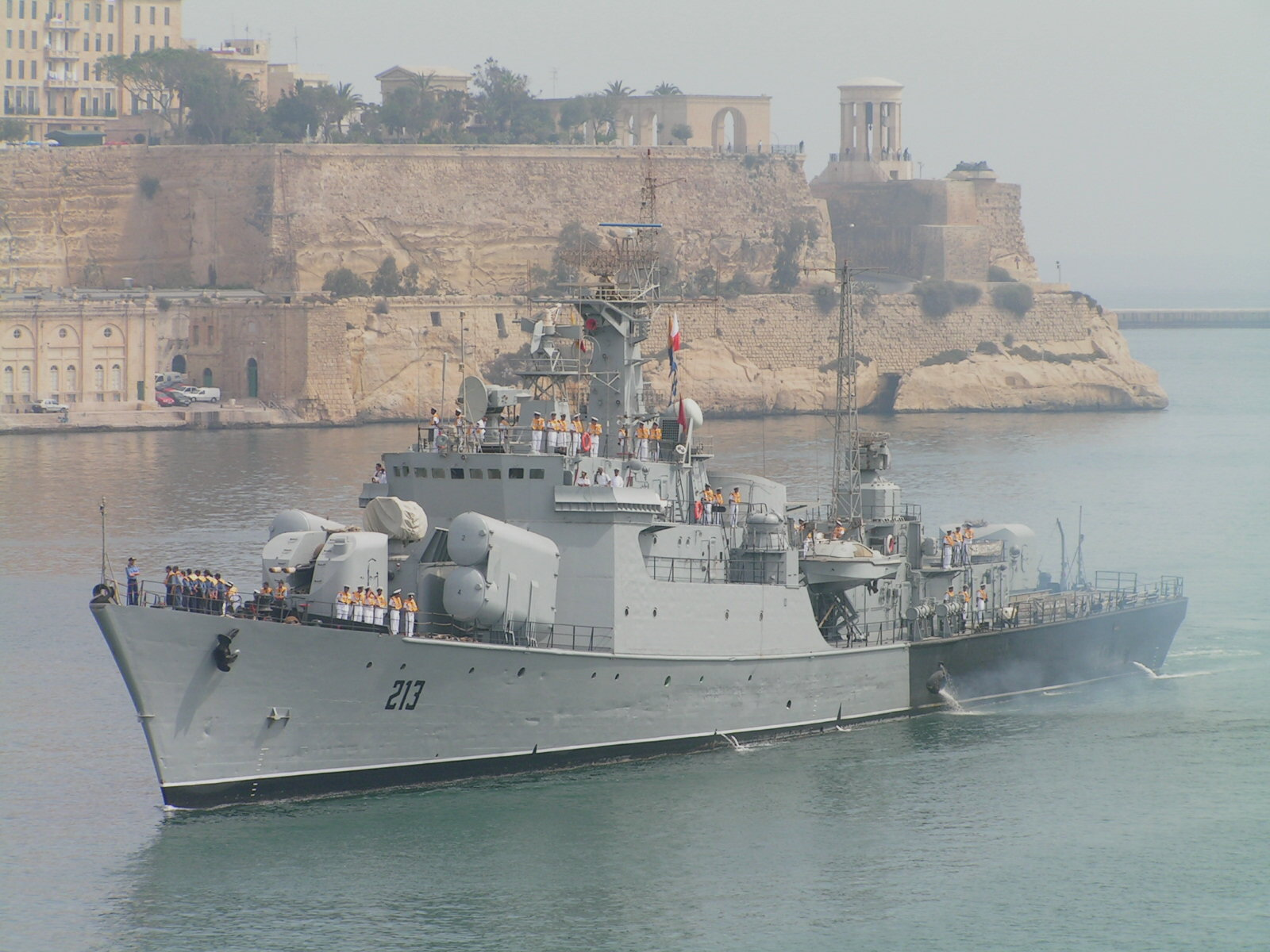
La frégate libyenne Al Ghardabia de la classe Koni en 2005. Elle a été mise hors de combat durant la guerre civile libyenne de 2011 par l'aviation française.

Une seule frégate fut employée par la marine soviétique.
Les autres furent exportées : 3 à Algérie, 2 a Cuba, Libye, Yougoslavie et République démocratique allemande.
Les bâtiments appartenant à la marine algérienne sont les Mourad Rais, Rais Kellich et Rais Korfou.